# Hockey Bassano nelle competizioni internazionali
Di seguito sono elencate le partite della sezione di hockey su pista dell'Hockey Bassano nelle competizioni internazionali.

## Statistiche
| Competizione                                 | PAR | G   | V  | N  | P  | F   | S   |
| -------------------------------------------- | --- | --- | -- | -- | -- | --- | --- |
| Coppa dei Campioni/Champions League/Eurolega | 15  | 83  | 31 | 9  | 43 | 334 | 339 |
| Coppa CERS/WSE                               | 15  | 77  | 48 | 9  | 20 | 436 | 258 |
| Coppa del Mondo per club                     | 2   | 11  | 8  | 2  | 1  | 57  | 21  |
| Coppa delle Coppe                            | 1   | 2   | 0  | 0  | 2  | 9   | 17  |
| Supercoppa d'Europa/Coppa Continentale       | 1   | 2   | 1  | 0  | 1  | 7   | 7   |
| Totale                                       | 34  | 175 | 88 | 20 | 67 | 843 | 642 |

Legenda:
- PAR = partecipazioni alla competizione
- G = partite giocate
- V = vittorie
- N = pareggi
- P = sconfitte
- F = Goal segnati
- S = Goal subiti

## Coppa dei Campioni/Champions League/Eurolega
2000-2001 
| Turno            | Partita                     | Risultato |
| ---------------- | --------------------------- | --------- |
| Primo turno      | Bassano 54 - Vaulx-en-Velin | 11 - 2    |
| Primo turno      | Vaulx-en-Velin - Bassano 54 | 3 - 14    |
| Ottavi di finale | Bassano 54 - Novara         | 0 - 5     |
| Ottavi di finale | Novara - Bassano 54         | 8 - 5     |

 2001-2002 
| Turno            | Partita                   | Risultato |
| ---------------- | ------------------------- | --------- |
| Ottavi di finale | La Vendéenne - Bassano 54 | 0 - 7     |
| Ottavi di finale | Bassano 54 - La Vendéenne | 7 - 0     |
| Fase a gironi    | Barcelos - Bassano 54     | 7 - 1     |
| Fase a gironi    | Bassano 54 - Barcellona   | 1 - 4     |
| Fase a gironi    | Vic - Bassano 54          | 1 - 1     |
| Fase a gironi    | Bassano 54 - Barcelos     | 3 - 8     |
| Fase a gironi    | Barcellona - Bassano 54   | 6 - 0     |
| Fase a gironi    | Bassano 54 - Vic          | 4 - 3     |

 2002-2003 
| Turno            | Partita                 | Risultato |
| ---------------- | ----------------------- | --------- |
| Ottavi di finale | Bassano 54 - Barcellona | 0 - 8     |
| Ottavi di finale | Barcellona - Bassano 54 | 8 - 2     |

 2003-2004 
| Turno            | Partita                      | Risultato |
| ---------------- | ---------------------------- | --------- |
| Ottavi di finale | Bassano 54 - Prato Primavera | 1 - 2     |
| Ottavi di finale | Prato Primavera - Bassano 54 | 2 - 1     |

 2004-2005 
| Turno            | Partita               | Risultato |
| ---------------- | --------------------- | --------- |
| Ottavi di finale | Igualada - Bassano 54 | 4 - 0     |
| Ottavi di finale | Bassano 54 - Igualada | 3 - 2     |

 2005-2006 
| Turno            | Partita                  | Risultato |
| ---------------- | ------------------------ | --------- |
| Ottavi di finale | Oliveirense - Bassano 54 | 1 - 4     |
| Ottavi di finale | Bassano 54 - Oliveirense | 3 - 1     |
| Fase a gironi    | Porto - Bassano 54       | 3 - 2     |
| Fase a gironi    | Bassano 54 - Follonica   | 2 - 3     |
| Fase a gironi    | Thunerstern - Bassano 54 | 0 - 7     |
| Fase a gironi    | Bassano 54 - Porto       | 5 - 5     |
| Fase a gironi    | Follonica - Bassano 54   | 5 - 2     |
| Fase a gironi    | Bassano 54 - Thunerstern | 10 - 2    |

 2006-2007 
| Turno            | Partita                      | Risultato |
| ---------------- | ---------------------------- | --------- |
| Ottavi di finale | SCRA Saint-Omer - Bassano 54 | 1 - 2     |
| Ottavi di finale | Bassano 54 - SCRA Saint-Omer | 10 - 1    |
| Fase a gironi    | Porto - Bassano 54           | 1 - 2     |
| Fase a gironi    | Reus Deportiu - Bassano 54   | 1 - 1     |
| Fase a gironi    | Bassano 54 - Follonica       | 1 - 5     |
| Fase a gironi    | Bassano 54 - Porto           | 3 - 3     |
| Fase a gironi    | Bassano 54 - Reus Deportiu   | 4 - 0     |
| Fase a gironi    | Follonica - Bassano 54       | 4 - 5     |
| Semifinale       | Bassano 54 - Barcelos        | 3 - 2     |
| Finale           | Barcellona - Bassano 54      | 5 - 2     |

 2007-2008 
| Turno         | Partita                      | Risultato |
| ------------- | ---------------------------- | --------- |
| Fase a gironi | Liceo La Coruña - Bassano 54 | 1 - 0     |
| Fase a gironi | Bassano 54 - Barcelos        | 4 - 0     |
| Fase a gironi | Noia - Bassano 54            | 6 - 5     |
| Fase a gironi | Bassano 54 - Liceo La Coruña | 3 - 6     |
| Fase a gironi | Barcelos - Bassano 54        | 4 - 2     |
| Fase a gironi | Bassano 54 - Noia            | 4 - 4     |

 2008-2009 
| Turno            | Partita                       | Risultato |
| ---------------- | ----------------------------- | --------- |
| Fase a gironi    | Reus Deportiu - Bassano 54    | 2 - 2     |
| Fase a gironi    | Bassano 54 - Herne Bay United | 19 - 0    |
| Fase a gironi    | Bassano 54 - Tenerife         | 3 - 2     |
| Fase a gironi    | Bassano 54 - Reus Deportiu    | 3 - 3     |
| Fase a gironi    | Herne Bay United - Bassano 54 | 0 - 21    |
| Fase a gironi    | Tenerife - Bassano 54         | 3 - 2     |
| Quarti di finale | Bassano 54 - Porto            | 3 - 2     |
| Semifinale       | Bassano 54 - Reus Deportiu    | 1 - 7     |

 2009-2010 
| Turno         | Partita                 | Risultato |
| ------------- | ----------------------- | --------- |
| Fase a gironi | Lloret - Bassano 54     | 6 - 5     |
| Fase a gironi | Bassano 54 - Quévert    | 6 - 3     |
| Fase a gironi | Barcellona - Bassano 54 | 9 - 3     |
| Fase a gironi | Bassano 54 - Lloret     | 6 - 6     |
| Fase a gironi | Quévert - Bassano 54    | 5 - 7     |
| Fase a gironi | Bassano 54 - Barcellona | 0 - 4     |

 2010-2011 
| Turno         | Partita                      | Risultato |
| ------------- | ---------------------------- | --------- |
| Fase a gironi | Bassano 54 - Ginevra         | 7 - 0     |
| Fase a gironi | Liceo La Coruña - Bassano 54 | 5 - 1     |
| Fase a gironi | Bassano 54 - Reus Deportiu   | 4 - 5     |
| Fase a gironi | Ginevra - Bassano 54         | 3 - 4     |
| Fase a gironi | Bassano 54 - Liceo La Coruña | 6 - 4     |
| Fase a gironi | Reus Deportiu - Bassano 54   | 5 - 3     |

 2014-2015 
| Turno         | Partita              | Risultato |
| ------------- | -------------------- | --------- |
| Fase a gironi | Bassano - Quévert    | 6 - 5     |
| Fase a gironi | Benfica - Bassano    | 7 - 3     |
| Fase a gironi | Bassano - Barcellona | 3 - 6     |
| Fase a gironi | Barcellona - Bassano | 6 - 3     |
| Fase a gironi | Quévert - Bassano    | 1 - 3     |
| Fase a gironi | Bassano - Benfica    | 6 - 8     |

 2015-2016 
| Turno         | Partita            | Risultato |
| ------------- | ------------------ | --------- |
| Fase a gironi | Bassano - Mérignac | 7 - 5     |
| Fase a gironi | Vic - Bassano      | 8 - 0     |
| Fase a gironi | Bassano - Benfica  | 2 - 8     |
| Fase a gironi | Benfica - Bassano  | 9 - 6     |
| Fase a gironi | Mérignac - Bassano | 5 - 4     |
| Fase a gironi | Bassano - Vic      | 5 - 8     |

 2016-2017 
| Turno         | Partita              | Risultato |
| ------------- | -------------------- | --------- |
| Fase a gironi | Barcellona - Bassano | 14 - 3    |
| Fase a gironi | Bassano - Porto      | 3 - 4     |
| Fase a gironi | Mérignac - Bassano   | 2 - 7     |
| Fase a gironi | Bassano - Mérignac   | 6 - 4     |
| Fase a gironi | Bassano - Barcellona | 2 - 3     |
| Fase a gironi | Porto - Bassano      | 13 - 3    |

 2022-2023 
| Turno       | Partita           | Risultato |
| ----------- | ----------------- | --------- |
| Primo turno | Bassano - Quévert | 5 - 6     |
| Primo turno | Bassano - Valongo | 1 - 1     |
| Primo turno | Bassano - Caldes  | 3 - 5     |

## Coppa CERS/WSE
1985-1986 
| Turno            | Partita                        | Risultato |
| ---------------- | ------------------------------ | --------- |
| Primo turno      | Bassano - Cronenberg           | 16 - 3    |
| Primo turno      | Cronenberg - Bassano           | 2 - 5     |
| Quarti di finale | Bassano - Benfica              | 8 - 6     |
| Quarti di finale | Benfica - Bassano              | 4 - 6     |
| Semifinale       | Atl. Forte dei Marmi - Bassano | 5 - 8     |
| Semifinale       | Bassano - Atl. Forte dei Marmi | 8 - 6     |
| Finale           | Bassano - Tordera              | 6 - 6     |
| Finale           | Tordera - Bassano              | 11 - 4    |

 1988-1989 
| Turno            | Partita         | Risultato |
| ---------------- | --------------- | --------- |
| Ottavi di finale | Bassano - Monza | 5 - 5     |
| Ottavi di finale | Monza - Bassano | 6 - 4     |

 1992-1993 
| Turno            | Partita          | Risultato |
| ---------------- | ---------------- | --------- |
| Ottavi di finale | Bassano - Walsum | 15 - 1    |
| Ottavi di finale | Walsum - Bassano | 1 - 5     |
| Quarti di finale | Bassano - Novara | 2 - 4     |
| Quarti di finale | Novara - Bassano | 11 - 2    |

 1993-1994 
| Turno            | Partita         | Risultato |
| ---------------- | --------------- | --------- |
| Ottavi di finale | Bassano - Porto | 4 - 4     |
| Ottavi di finale | Porto - Bassano | 4 - 4     |

 1995-1996 
| Turno            | Partita                     | Risultato |
| ---------------- | --------------------------- | --------- |
| Primo turno      | Infante de Sagres - Bassano | 1 - 3     |
| Primo turno      | Bassano - Infante de Sagres | 2 - 3     |
| Ottavi di finale | Bassano - Amatori Vercelli  | 3 - 7     |
| Ottavi di finale | Amatori Vercelli - Bassano  | 10 - 4    |

 1996-1997 
| Turno            | Partita                   | Risultato |
| ---------------- | ------------------------- | --------- |
| Primo turno      | Dornbirn - Bassano        | 1 - 38    |
| Primo turno      | Bassano - Dornbirn        | 25 - 1    |
| Quarti di finale | Bassano - Prato Primavera | 5 - 2     |
| Quarti di finale | Prato Primavera - Bassano | 5 - 1     |

 1997-1998 
| Turno            | Partita        | Risultato |
| ---------------- | -------------- | --------- |
| Ottavi di finale | Bassano - Noia | 2 - 6     |
| Ottavi di finale | Noia - Bassano | 5 - 2     |

 1999-2000 
| Turno            | Partita                     | Risultato |
| ---------------- | --------------------------- | --------- |
| Ottavi di finale | Vaulx-en-Velin - Bassano 54 | 0 - 5     |
| Ottavi di finale | Bassano 54 - Vaulx-en-Velin | 4 - 4     |
| Quarti di finale | Paço de Arcos - Bassano 54  | 7 - 4     |
| Quarti di finale | Bassano 54 - Paço de Arcos  | 4 - 3     |

 2002-2003 
| Turno            | Partita                  | Risultato |
| ---------------- | ------------------------ | --------- |
| Ottavi di finale | Thunerstern - Bassano 54 | 1 - 6     |
| Ottavi di finale | Bassano 54 - Thunerstern | 15 - 1    |
| Quarti di finale | Bassano 54 - Quévert     | 8 - 1     |
| Quarti di finale | Quévert - Bassano 54     | 1 - 6     |
| Semifinale       | Lleida - Bassano 54      | 5 - 2     |
| Semifinale       | Bassano 54 - Lleida      | 7 - 5     |

 2003-2004 
| Turno            | Partita                    | Risultato |
| ---------------- | -------------------------- | --------- |
| Ottavi di finale | Bassano 54 - Gorizia       | 7 - 2     |
| Ottavi di finale | Gorizia - Bassano 54       | 1 - 4     |
| Quarti di finale | Bassano 54 - Gulpilhares   | 7 - 2     |
| Quarti di finale | Gulpilhares - Bassano 54   | 0 - 1     |
| Semifinale       | Bassano 54 - Voltregà      | 4 - 3     |
| Semifinale       | Voltregà - Bassano 54      | 1 - 2     |
| Finale           | Reus Deportiu - Bassano 54 | 4 - 0     |
| Finale           | Bassano 54 - Reus Deportiu | 1 - 0     |

 2004-2005 
| Turno            | Partita                   | Risultato |
| ---------------- | ------------------------- | --------- |
| Ottavi di finale | Ginevra - Bassano 54      | 2 - 8     |
| Ottavi di finale | Bassano 54 - Ginevra      | 10 - 3    |
| Quarti di finale | Bassano 54 - Breganze     | 6 - 1     |
| Quarti di finale | Breganze - Bassano 54     | 1 - 6     |
| Semifinale       | Portosantese - Bassano 54 | 2 - 2     |
| Semifinale       | Bassano 54 - Portosantese | 8 - 2     |
| Finale           | Bassano 54 - Follonica    | 0 - 4     |
| Finale           | Follonica - Bassano 54    | 4 - 4     |

 2011-2012 
| Turno            | Partita             | Risultato       |
| ---------------- | ------------------- | --------------- |
| Primo turno      | Bassano - Remscheid | 8 - 1           |
| Primo turno      | Remscheid - Bassano | 3 - 8           |
| Ottavi di finale | Walsum - Bassano    | 5 - 8           |
| Ottavi di finale | Bassano - Walsum    | 10 - 2          |
| Quarti di finale | Bassano - Igualada  | 2 - 1           |
| Quarti di finale | Igualada - Bassano  | 2 - 3           |
| Semifinale       | Bassano - Vilanova  | 3 - 2           |
| Finale           | Bassano - Braga     | 2 - 2 (3-1 dtr) |

 2012-2013 
| Turno            | Partita              | Risultato |
| ---------------- | -------------------- | --------- |
| Ottavi di finale | Ploufragan - Bassano | 3 - 8     |
| Ottavi di finale | Bassano - Ploufragan | 8 - 2     |
| Quarti di finale | Breganze - Bassano   | 1 - 3     |
| Quarti di finale | Bassano - Breganze   | 2 - 1     |
| Semifinale       | Bassano - Vendrell   | 4 - 6     |

 2013-2014 
| Turno            | Partita            | Risultato |
| ---------------- | ------------------ | --------- |
| Primo turno      | Voltregà - Bassano | 3 - 3     |
| Primo turno      | Bassano - Voltregà | 5 - 4     |
| Ottavi di finale | Bassano - Mérignac | 5 - 3     |
| Ottavi di finale | Mérignac - Bassano | 5 - 12    |
| Quarti di finale | Bassano - Noia     | 3 - 2     |
| Quarti di finale | Noia - Bassano     | 8 - 2     |

 2022-2023 
| Turno            | Partita            | Risultato       |
| ---------------- | ------------------ | --------------- |
| Primo turno      | Bassano - Voltregà | 3 - 2           |
| Primo turno      | Bassano - Quévert  | 4 - 1           |
| Ottavi di finale | Grosseto - Bassano | 3 - 4           |
| Ottavi di finale | Bassano - Grosseto | 5 - 6 (5-4 dtr) |
| Quarti di finale | Bassano - Lleida   | 2 - 1           |
| Quarti di finale | Lleida - Bassano   | 8 - 2           |

## Coppa del Mondo per club
2006 
| Turno       | Partita                    | Risultato |
| ----------- | -------------------------- | --------- |
| Prima fase  | Bassano 54 - Concepción    | 0 - 0     |
| Prima fase  | Maputo - Bassano 54        | 3 - 21    |
| Fase finale | Bassano 54 - Porto         | 4 - 2     |
| Fase finale | Bassano 54 - Reus Deportiu | 3 - 2     |
| Fase finale | Bassano 54 - Benfica       | 3 - 2     |

 2008 
| Turno              | Partita                         | Risultato       |
| ------------------ | ------------------------------- | --------------- |
| Fase a gironi      | Bassano 54 - Quévert            | 6 - 4           |
| Fase a gironi      | Bassano 54 - Oliveirense        | 2 - 3           |
| Fase a gironi      | Bassano 54 - Juventude de Viana | 8 - 1           |
| Quarti di finale   | Bassano 54 - Centro Valenciano  | 5 - 2           |
| Semifinale         | Bassano 54 - Reus Deportiu      | 1 - 1 (1-2 dtr) |
| Finale 3º/4º posto | Bassano 54 - Marzotto Valdagno  | 4 - 1           |

## Coppa delle Coppe
1981-1982 
| Turno            | Partita               | Risultato |
| ---------------- | --------------------- | --------- |
| Quarti di finale | Bassano - Sporting CP | 3 - 4     |
| Quarti di finale | Sporting CP - Bassano | 13 - 6    |

## Supercoppa d'Europa/Coppa Continentale
2012-2013 
| Turno  | Partita                   | Risultato       |
| ------ | ------------------------- | --------------- |
| Finale | Bassano - Liceo La Coruña | 5 - 1           |
| Finale | Liceo La Coruña - Bassano | 6 - 2 (2-1 dtr) |